# آنتوفیلیت
آنتوفیلیت  (به انگلیسی: Anthophylite) با فرمول شیمیایی (MgFe)7 [OH-Si4O11]2 از مجموعه کانی هاست و لومینسانس آبی تیره تا سیاه دارد. از واژه یونانی آنتوفیلوم اخذ شده‌است. نامحلول در اسیدها AgO:۱۵٫۸۳٪ FeO:۲۸٫۲۲٪ SiO۲:۵۳٫۹۳٪ H2O:۲٫۰۲٪ برای اولین بار در چک اسلواکی کشف شد و از نظر شکل بلور: منشوری - رشته ای، رنگ: قهوه‌ای سبز - قرمز، شفافیت: نیمه شفاف، شکستگی: صدفی، جلا: شیشه‌ای - صدفی، رخ: ضعیف، سیستم تبلور: ارترومبیک و در رده‌بندی سیلیکات است همچنین خاصیت مغناطیسی متوسط و منشأ تشکیل آن دگرگونی - دگرگونی مجاورتی است.
همایند کانی‌شناسی (پارانژ) آن سختی - چگالی - انحلال در HCl -خواص نوری - واکنش‌های شیمیایی واشعه Xکریزوتیل - کومینگتونیت- بیوتیت- آمفیبول- فلدسپات‌ها و غیره است
، از نظر ژیزمان بلوری - آگرگات رشته‌ای - شعاعی - توده‌ای کمیاب است و بیشتر در آلمان غربی، نروژ سوئد، چک اسلواکی، آمریکا، استرالیا یافت می‌شود.